# Primeiro Consistório Ordinário Público de 1889

## Cardeais Eleitores
| Nº                 | País               | Nome                              | Idade              | Cargo                                                                | Título ou Diaconia                                 |
| Cardeais eleitores | Cardeais eleitores | Cardeais eleitores                | Cardeais eleitores | Cardeais eleitores                                                   | Cardeais eleitores                                 |
| ------------------ | ------------------ | --------------------------------- | ------------------ | -------------------------------------------------------------------- | -------------------------------------------------- |
| 1                  | Itália             | Giuseppe Benedetto Dusmet, O.S.B. | 70                 | Arcebispo de Catânia                                                 | Cardeal-presbítero de Santa Pudenciana             |
| 2                  | Itália             | Giuseppe d'Annibale               | 73                 | Prefeito da Sagrada Congregação de Indulgências e Sagradas Relíquias | Cardeal-presbítero de São Bonifácio e Santo Aleixo |
| 3                  | Itália             | Luigi Macchi                      | 56                 | referendário do Tribunal da Assinatura Apostólica da Graça           | Cardeal-diácono de Santa Maria em Aquiro           |

## Link Externo
- «Catholic Hierarchy» (em inglês)